# Bekkeberga
Bekkeberga (ou Bekkeberget) est une localité du comté d'Akershus, en Norvège.